# مجلس الوزراء البحريني 1999
مجلس الوزراء البحريني 1999 أو الحكومة البحرينية الخامسة , تشكلت الحكومة في يوم الأثنين 31 مايو 1999 بموجب المرسوم الأميري رقم 8 لسنة 1999  والذي أصدره صاحب الجلالة الملك حمد بن عيسى آل خليفة ملك مملكة البحرين وذالك بعد أستقالة الحكومة السابقة في يوم الأحد 30 مايو 1999 وأصدر صاحب الجلالة ملك مملكة البحرين في نفس اليوم أمر أميري بتعين صاحب السمو الشيخ خليفة بن سلمان آل خليفة رئيساً لمجلس الوزراء وتكليفه بترشيح أعضاء الحكومة الجديدة وصدر مرسوم تشكيل الحكومة في يوم الأثنين 31 مايو 1999 , وتعتبر هذه الحكومة أول حكومة تشكل في عهد صاحب الجلالة الملك حمد بن عيسى الذي تولى مقاليد الحكم في يوم السبت 6 مارس 1999, وأستقالت الحكومة في يوم الأحد 10 نوفمبر 2002 بعد أعلان نتائج الأنتخابات البرلمانية وعملا بالمادة 33 من الدستور والتي تنص على تشكيل حكومة جديدة بعد الأنتخابات البرلمانية وأصدر صاحب الجلالة ملك مملكة البحرين في نفس اليوم أمر ملكي بقبول أستقالة الحكومة وتكليف رئيس مجلس الوزراء بتصريف العاجل من أمور الدولة حتى تشكيل الحكومة الجديدة. 

## أعضاء مجلس الوزراء

### التشكيل الوزاري بعد تعديله في 17 أبريل 2001 وحتى أستقالة الحكومة في 10 نوفمبر 2002
| الأسم                                                                 | المنصب                                  | تاريخ تولي المنصب |
| --------------------------------------------------------------------- | --------------------------------------- | ----------------- |
| الشيخ خليفة بن سلمان آل خليفة                                         | رئيس مجلس الوزراء                       | 15 أغسطس 1971     |
| الشيخ عبدالله بن خالد آل خليفة                                        | وزير العدل والشؤون الأسلامية            | 25 أغسطس 1975     |
| الشيخ محمد بن مبارك آل خليفة                                          | وزير الخارجية                           | 15 أغسطس 1971     |
| الشيخ محمد بن خليفة آل خليفة                                          | وزير الداخلية                           | 15 ديسمبر 1973    |
| الشيخ علي بن خليفة آل خليفة                                           | وزير المواصلات                          | 21 مارس 1993      |
| جواد سالم العريض                                                      | وزير الدولة لشؤون البلديات وشؤون البيئة | 17 أبريل 2001     |
| الشيخ خالد بن عبدالله آل خليفة                                        | وزير الأسكان والزراعة                   | 17 أبريل 2001     |
| ماجد جواد الجشي                                                       | وزير دولة                               | 31 مايو 1999      |
| الشيخ خليفة بن أحمد آل خليفة                                          | وزير الدفاع                             | 31 مارس 1988      |
| محمد أبراهيم المطوع                                                   | وزير شؤون رئاسة مجلس الوزراء            | 17 أبريل 2001     |
| الشيخ عيسى بن علي آل خليفة                                            | وزير النفط                              | 17 أبريل 2001     |
| علي صالح الصالح                                                       | وزير التجارة والصناعة                   | 17 أبريل 2001     |
| عبدالعزيز محمد الفاضل                                                 | وزير الدولة لشؤون مجلس الشورى           | 17 أبريل 2001     |
| الدكتور محمد جاسم الغتم                                               | وزير التربية والتعليم                   | 17 أبريل 2001     |
| نبيل يعقوب الحمر                                                      | وزير الإعلام                            | 17 أبريل 2001     |
| فهمي علي الجودر                                                       | وزير الأشغال                            | 17 أبريل 2001     |
| الدكتور محمد عبدالغفار عبدالله                                        | وزير الدولة للشؤون الخارجية             | 17 أبريل 2001     |
| محمد حسن كمال الدين                                                   | وزير دولة                               | 17 أبريل 2001     |
| الدكتور فيصل رضي الموسوي                                              | وزير الصحة                              | 26 يونيو 1995     |
| عبدالنبي عبدالله الشعلة                                               | وزير العمل والشؤون الأجتماعية           | 26 يونيو 1995     |
| الشيخ دعيج بن خليفة بن محمد آل خليفة                                  | وزير الكهرباء والماء                    | 31 مايو 1999      |
| عبدالله حسن سيف                                                       | وزير المالية والأقتصاد الوطني           | 31 مايو 1999      |
| علي إبراهيم المحروس                                                   | وزير الأشغال والزراعة                   | 31 مايو 1999      |
| ملاحظة: في 17 أبريل 2001 صدر مرسوماً بتعديل وزاري شمل عدداً من الوزارات |                                         |                   |

### التشكيل الوزاري خلال الفترة 31 مايو 1999 حتى 17 أبريل 2001
| الأسم                                | المنصب                          | تاريخ تولي المنصب |
| ------------------------------------ | ------------------------------- | ----------------- |
| الشيخ خليفة بن سلمان آل خليفة        | رئيس مجلس الوزراء               | 15 أغسطس 1971     |
| الشيخ عبدالله بن خالد آل خليفة       | وزير العدل والشؤون الأسلامية    | 25 أغسطس 1975     |
| الشيخ محمد بن مبارك آل خليفة         | وزير الخارجية                   | 15 أغسطس 1971     |
| الشيخ محمد بن خليفة آل خليفة         | وزير الداخلية                   | 15 ديسمبر 1973    |
| الشيخ علي بن خليفة آل خليفة          | وزير المواصلات                  | 21 مارس 1993      |
| جواد سالم العريض                     | وزير دولة                       | 26 يونيو 1995     |
| الشيخ خالد بن عبدالله آل خليفة       | وزير الأسكان والبلديات والبيئة  | 26 يونيو 1995     |
| ماجد جواد الجشي                      | وزير دولة                       | 31 مايو 1999      |
| الشيخ خليفة بن أحمد آل خليفة         | وزير الدفاع                     | 31 مارس 1988      |
| محمد أبراهيم المطوع                  | وزير شؤون مجلس الوزراء والإعلام | 26 يونيو 1995     |
| الشيخ عيسى بن علي آل خليفة           | وزير النفط والصناعة             | 26 يونيو 1995     |
| علي صالح الصالح                      | وزير التجارة                    | 26 يونيو 1995     |
| عبدالعزيز محمد الفاضل                | وزير التربية والتعليم           | 26 يونيو 1995     |
| الدكتور فيصل رضي الموسوي             | وزير الصحة                      | 26 يونيو 1995     |
| عبدالنبي عبدالله الشعلة              | وزير العمل والشؤون الأجتماعية   | 26 يونيو 1995     |
| الشيخ دعيج بن خليفة بن محمد آل خليفة | وزير الكهرباء والماء            | 31 مايو 1999      |
| عبدالله حسن سيف                      | وزير المالية والأقتصاد الوطني   | 31 مايو 1999      |
| علي أبراهيم المحروس                  | وزير الأشغال والزراعة           | 31 مايو 1999      |